# Face oeste das Drus

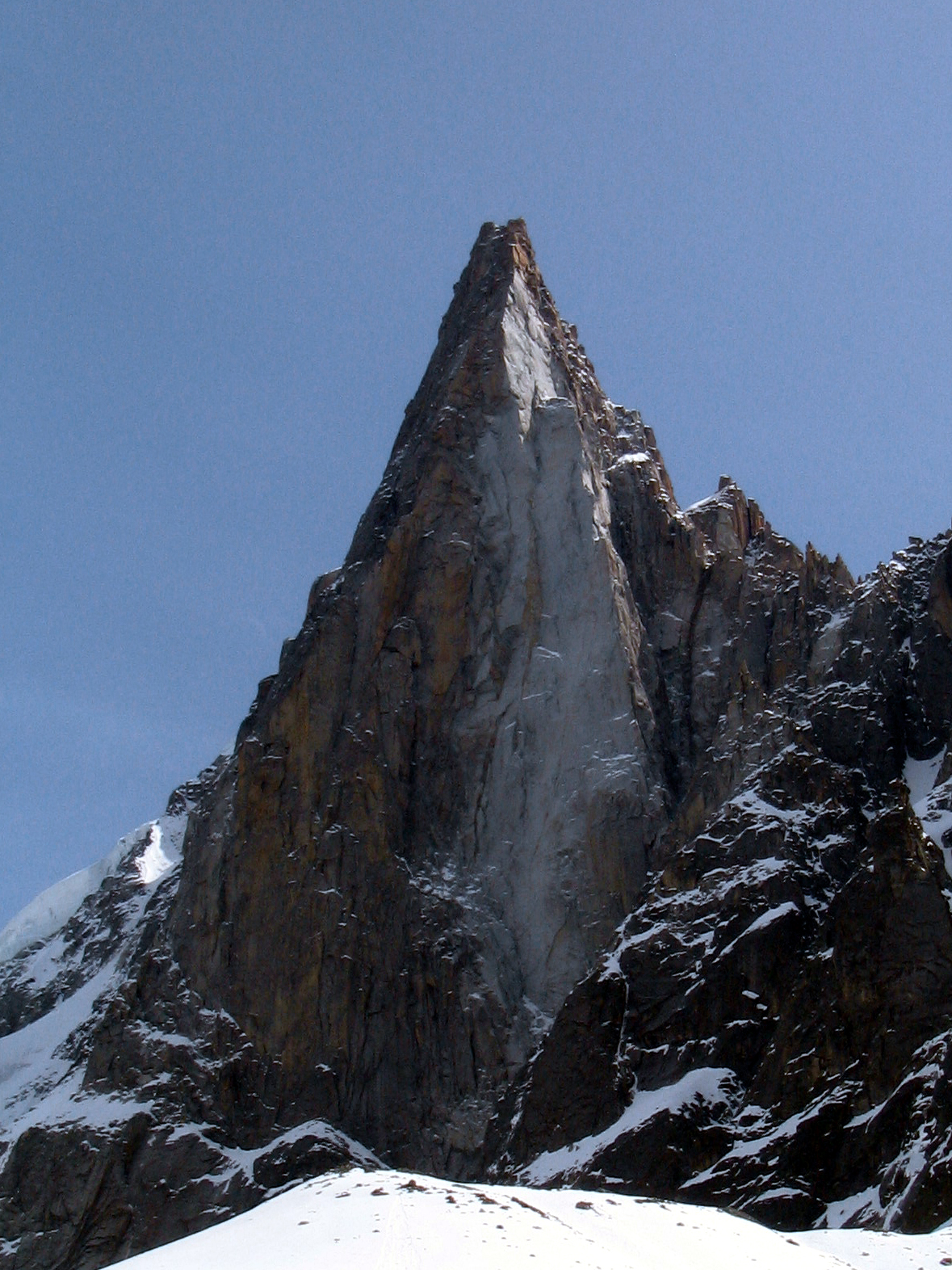
Face oeste. A parte mais clara, à direita, é a do desabamento em 2005

A Face oeste das Drus ou Face do pequeno Dru de Les Drus no Maciço do Monte Branco  é uma das famosas paredes dos Alpes - termo geralmente empregue em alpinismo para designar uma vertente ou face - e essa fama deve-o aos seus 1 000 m de altura, de serem a pique com uma inclinação média de 75 o e ao seu aspecto majestoso defronte do Montenvers do outro lado da Mer de Glace.
As vias mais (re)conhecidas são:
- a Directa americana, na parte lateral esquerda
- o Coluna Bonatti, à direita
- a via Pierre Allain

Pierre Allain que fez a primeira da face norte em 1935, disse que seria certamente impossível subir pela face oeste, mas em 1952 A. Dagory, Guido Magnone, Lucien Bérardini e M. Lainé, em dois assaltos sucessivos em Jul. 1952 - 1 a 5 Jul. e depois de 17 a 19 , mas onde faz uma utilização intensiva da escalada artificial.

## Directa americana
Esta directa foi aberta por dois americanos, Gary Hemming e Royal Robbins,  entre 24 e 26 de Jul. 1962 e tornou-se uma clássica.
A directíssima da americana é efectuada do 10 ao 13 dE Agosto de 1965 por John Harlin e Royal Robbins.

## Coluna Bonatti
Do 17 ao 22 de Ago. 1955 o italiano Walter Bonatti escala, em solitário, o pilar  Sudoeste com cinco bivouacs, ascensão que é considerada como um dos maiores feitos da história do alpinismo. É em sua homenagem que  se ficou a chamar Coluna Bonatti - Pilier Bonatti. Infelizmente, ela desapareceu quase por completo depois do desabamento em 2005 -  -  (Ver as imagens nas referências).

## Video
Procurar em  Youtube;  Walter Bonatti au pilier des Drus - Chamonix